# Ivo Van Damme
Ivo Van Damme (Brussel, 21 februari 1954 – Bollène, 29 december 1976) was een Belgische middellangeafstandsloper, die door velen wordt beschouwd als een van de beste atleten uit de Belgische sportgeschiedenis. Hij was gedurende 49 jaar houder van het Belgische record op de 800 m en dat op de 1000 m.

## Biografie

### Jeugd
Van Damme werd geboren in Brussel. Tot zijn zestiende speelde hij voetbal bij Racing White, een club die later met Daring Molenbeek gefuseerd is tot RWDM. Nadat hij zich aansloot bij Daring Leuven, specialiseerde hij zich in de 1500 en 3000 m, maar bleek al snel een betere sprinter te zijn, die vooral goed presteerde op de 800 m.

### Doorbraak en Ziekte van Pfeiffer
In 1973 maakte Van Damme zijn internationale doorbraak op de Europese kampioenschappen voor junioren. Hij werd vierde in een Belgisch record van 1.48,16. In het jaar erop werd hij door een bloedziekte (klierkoorts oftewel Ziekte van Pfeiffer) getroffen en waren zijn prestaties ondermaats.
In 1975 verbeterde hij het twintig jaar oude Belgische record op de 800 m van Roger Moens tweemaal: op 15 augustus in Landen en vijf dagen later in Zürich, waar hij een tijd liep van 1.45,3. Zijn topprestaties kwamen in 1976. In Zürich liep hij opnieuw een nationaal record op de 800 m.
En toen kwam Montreal, de Spelen waar Van Damme zo naar uitgekeken had. Vóór de afreis had hij een gedurfde uitspraak gedaan voor het oog van de camera. 'Wie me klopt zal het wereldrecord moeten breken.' Roger Moens: 'Toen hij voor de Spelen op stage trok naar Zuid-Afrika stuurde hij een kaartje waarop stond: "Heb boven mijn bed een papiertje hangen met daarop Olympische finale: 1.43.8." Dat was durven op een ogenblijk dat het record op 1.45 stond. Hij durfde dat te schrijven omdat hij wist dat ik hem geen dikke nek zou vinden. En hij hield woord: op de Spelen liep hij uitgerekend 1.43.8!'
In Montreal werd Van Damme op de 800 m tweede achter Alberto Juantorena (Cuba). Zijn tijd was, elektronisch gemeten, 1.43,86 (een Belgisch record), terwijl Juantorena met 1.43,50, precies zoals Van Damme dat eerder had voorspeld, een wereldrecord liep. Hierbij bleef het echter niet. Op de 1500 m pakte hij vervolgens zijn tweede zilveren plak; op dit nummer werd hij geklopt door de Nieuw-Zeelander John Walker. Aan het eind van dat jaar werd Van Damme in België verkozen tot Sportman van het jaar.

### Auto-ongeluk
Dat laatste maakte hij zelf niet meer mee. Ivo Van Damme overleed op 29 december 1976 na een auto-ongeval in Zuid-Frankrijk, toen hij huiswaarts keerde van een trainingskamp. Het ongeval gebeurde ter hoogte van het plaatsje Bollène, dat op een twintigtal kilometer van de stad Orange ligt. Hij was op dat moment verloofd met atlete Rita Thijs.
Een jaar later werd in het Koning Boudewijnstadion ter nagedachtenis van Ivo Van Damme de eerste Memorial Van Damme atletiekmeeting gehouden. Dit is een van de prestigieuze Diamond League meetings, die jaarlijks gehouden wordt op het einde van de maand augustus of begin september.

## Kampioenschappen

### Internationale kampioenschappen
| Onderdeel | Titel                   | Jaar |
| --------- | ----------------------- | ---- |
| 800 m     | Europees indoorkampioen | 1976 |

### Belgische kampioenschappen
Outdoor
| Onderdeel | Jaar |
| --------- | ---- |
| 800 m     | 1975 |
| 1500 m    | 1976 |

## Persoonlijke records
Outdoor
| Onderdeel | Prestatie       | Datum        | Plaats   |
| --------- | --------------- | ------------ | -------- |
| 800 m     | 1.43,86 (ex-NR) | 25 juli 1976 | Montréal |
| 1000 m    | 2.15,50 (ex-NR) | 14 juli 1976 | Namen    |
| 1500 m    | 3.36,26 (ex-NR) | 9 juli 1976  | Zürich   |

Indoor
| Onderdeel | Prestatie      | Datum           | Plaats |
| --------- | -------------- | --------------- | ------ |
| 800 m     | 1.48,2 (ex-NR) | 31 januari 1976 | Pantin |

## Palmares

### 800 m
- 1973: 4e EK U20 in Duisburg - 1.48,16
- 1974: 3e in reeks EK indoor in Göteborg - 1.50,56
- 1975:  EK indoor in Katowice - 1.50,1
- 1975:  BK AC – 1.48,60
- 1975:  Voorrondes Europacup in Lissabon - 1.46,91
- 1975:  Halve finale Europacup in Turijn - 1.46,58
- 1976:  EK indoor in München - 1.49,2
- 1976:  OS in Montreal - 1.43,86

### 1500 m
- 1976:  BK AC – 3.38.0
- 1976:  OS in Montreal - 3.39,27

## Onderscheidingen
- Grote Ereprijs KBAB - 1975
- Sportman van het jaar (België) - 1976
- Nationale trofee voor sportverdienste - 1976
- Gouden Spike - 1976

1928 Louis Crooy en Victor Groenen · 1929 Georges Ronsse · 1930 Hyacinthe Roosen · 1931 René Milhoux en Jules Tacheny · 1933 Jef Scherens · 1934 Union Sint-Gillis · 1935 Arnold de Looz-Corswarem · 1936 Ernest Demuyter · 1937 Joseph Mostert · 1938 Hubert Carton de Wiart · 1939 Henry de Menten de Horne · 1940 Fernande Caroen · 1941 Jan Guilini · 1942 Pol Braekman · 1943 Albert de Ligne · 1944 niet toegekend · 1945 vliegend personeel van de Belgische sectie van de Royal Air Force · 1946 Gaston Reiff · 1947 Micheline Lannoy en Pierre Baugniet · 1948 Etienne Gailly · 1949 Feru Moulin · 1950 Briek Schotte · 1951 Johny Claes en Jacques Ickx · 1952 André Noyelle · 1953 bemanning van het jacht Omoo (zeilsport) · 1954 Adolf Verschueren · 1955 Roger Moens · 1956 Gilberte Thirion · 1957 Jacky Brichant en Philippe Washer · 1958 René Baeten · 1959 Belgische hockeyploeg bij de mannen · 1960 Flory Van Donck · 1961 Rik Van Looy · 1962 Gaston Roelants · 1963 Aureel Vandendriessche · 1964 Joël Robert · 1965 Eerste Jachtwing van de Belgische Luchtmacht · 1966 Raymond Ceulemans · 1967 Ferdinand Bracke en Eddy Merckx · 1968 Jacky Ickx · 1969 Serge Reding · 1970 Freddy Herbrand · 1971 Miel Puttemans · 1972 Karel Lismont · 1973 Roger De Coster · 1974 Paul Van Himst · 1975 Jean-Pierre Burny · 1976 Ivo Van Damme · 1977 Gaston Rahier · 1978 RSC Anderlecht · 1979 Robert Van de Walle · 1980 Belgische voetbalploeg bij de mannen · 1981 Annie Lambrechts · 1982 Ingrid Berghmans · 1983 Eddy Annys · 1984 André Malherbe · 1985 niet toegekend · 1986 William Van Dijck · 1987 Ingrid Lempereur · 1988 Eric Geboers · 1989 Michel Preud'homme · 1990 Jan Ceulemans · 1991 Jean-Michel Saive · 1992 Annelies Bredael · 1993 Vincent Rousseau · 1994 Brigitte Becue · 1995 Frédérik Deburghgraeve · 1996 Johan Museeuw · 1997 Luc Van Lierde · 1998 Ulla Werbrouck · 1999 Gella Vandecaveye · 2000 Joël Smets · 2001 Kim Clijsters en Justine Henin · 2002 Marc Wilmots · 2003 Stefan Everts · 2004 Axel Merckx · 2005 Tom Boonen · 2006 Kim Gevaert en Tia Hellebaut · 2007 4x100m-estafetteploeg voor vrouwen · 2008 niet toegekend · 2009 Philippe Gilbert · 2010 Philippe Le Jeune · 2011 Kevin Borlée · 2012 Evi Van Acker · 2013 Frederik Van Lierde · 2014 Daniel Van Buyten · 2015 4x400m-estafetteploeg voor mannen · 2016 Nafissatou Thiam · 2017 David Goffin · 2018 Nina Derwael · 2019 Belgische hockeyploeg bij de mannen · 2020 Wout van Aert · 2021 Bashir Abdi · 2022 Remco Evenepoel · 2023 Bart Swings · 2024 Lotte Kopecky
- World Athletics: 14345405
- International Standard Name Identifier: 0000 0003 9206 6658
- Library of Congress Control Number: n2015035817
- Nederlandse Thesaurus van Auteursnamen: 161354386
- Virtual International Authority File: 286019950
- WorldCat: E39PBJm9fJqbdQMgqyRjpQ8grq